# Het verhaal van de visser en de djinn
Het verhaal van de Visser en de djinn is het vierde verhaal uit de verhalencyclus Duizend-en-een nacht.

## Verhaal
Een oude visser heeft een vrouw en drie dochters. Elke dag werpt hij zijn netten viermaal uit om het schamele eten voor zijn gezin te kunnen kopen. Op een dag haalt hij eerst een dode ezel op, daarna een kruik met zand en modder en de derde keer afval. Als hij voor de vierde maal zijn net uitwerpt, vist hij een verzegelde, koperen kruik op met het loden zegel van Suleiman. De visser verbreekt het zegel en een reusachtige ifriet breekt uit de kruik los en zegt dat Suleiman hem heeft opgesloten omdat hij ongehoorzaam was. De djinn had aanvankelijk degene die hem zou bevrijden, willen belonen, maar toen er niemand kwam, had hij zichzelf gezworen dat hij degene die hem eruit zou halen, zou doden uit wraak voor zijn eeuwenlange opsluiting. De visser verzint een list. "'U liegt. Deze kruik is niet eens groot genoeg voor een hand of een voet van u. Hoe zou u daar dan helemaal in kunnen?' (...) De ifriet begint te schudden, verandert weer in rook die zich boven de zee en het land uitspreidde. De wolk trekt samen en verdwijnt langzaam weer in de kruik. (...) De visser pakt snel de loden stop met het zegel en doet hem op de kruik'.
Om uit de kruik te komen, smeekt de ifriet om erbarmen, maar de visser vertelt: Het verhaal van koning Joenaan en de geleerde Doebaan. De visser laat zich uiteindelijk overhalen nadat de djinn een eed zweert en laat hem weer vrij. De ifriet brengt hem bij een meer en laat hem vissen zien in de kleuren rood, wit, blauw en geel. De visser haalt een rode, een witte, een blauwe en een gele vis op. De ifriet stuurt hem met de vissen naar de sultan van de nabijgelegen stad en verdwijnt.
De betoverde stad
De sultan laat de vissen klaarmaken, maar zodra ze gaar zijn, verschijnt er een jong meisje dat met de vissen spreekt en de pan omgooit. De vissen verbranden direct nadat het meisje is weggegaan. Dit herhaalt zich nog tweemaal, eenmaal met de vizier en nog een keer met de sultan. De visser wordt erbij gehaald om de plek van het meer aan te wijzen. Na één uur rijden vinden ze het meer dat geen van de soldaten van de koning kent. 's Nachts rijdt de sultan uit om op onderzoek te gaan. In de ochtend vindt hij aan de oever van het meer op een heuvel een geheimzinnig paleis. Hij treft daar een jongeman, die vanaf zijn middel versteend is. En deze vertelt zijn eigen verhaal, Het verhaal van de betoverde koning.
De sultan doodt de gewonde slaaf (voor details lees Het verhaal van de betoverde koning) en neemt zijn plaats in. Vermomd als de geliefde slaaf van de koningin weet hij de betovering van de koning ongedaan te maken en daarna die van de hele stad. En iedereen, de sultan, de koning, de visser en zijn zoon en twee dochters, leefden nog lang en gelukkig.

## Plaatsing binnen de verhalencyclus
Verhalen binnen dit verhaal:
Het verhaal van koning Joenaan en de geleerde Doebaan en Het verhaal van de betoverde koning.
Vorig verhaal (op dit verhaalniveau): Het verhaal van de koopman en de djinn.
Volgend verhaal (op dit verhaalniveau): Het verhaal van de sjouwer en de drie vrouwen.
Zie ook: De verhalenstructuur van Duizend-en-een-nacht.

## Referentie
De voor deze samenvatting gebruikte vertaling en citaten is die van Richard van Leeuwen op basis van de Mahdi-tekst, en houdt de volgorde van de Boelaak-tekst aan.